# Berliner Philharmoniker

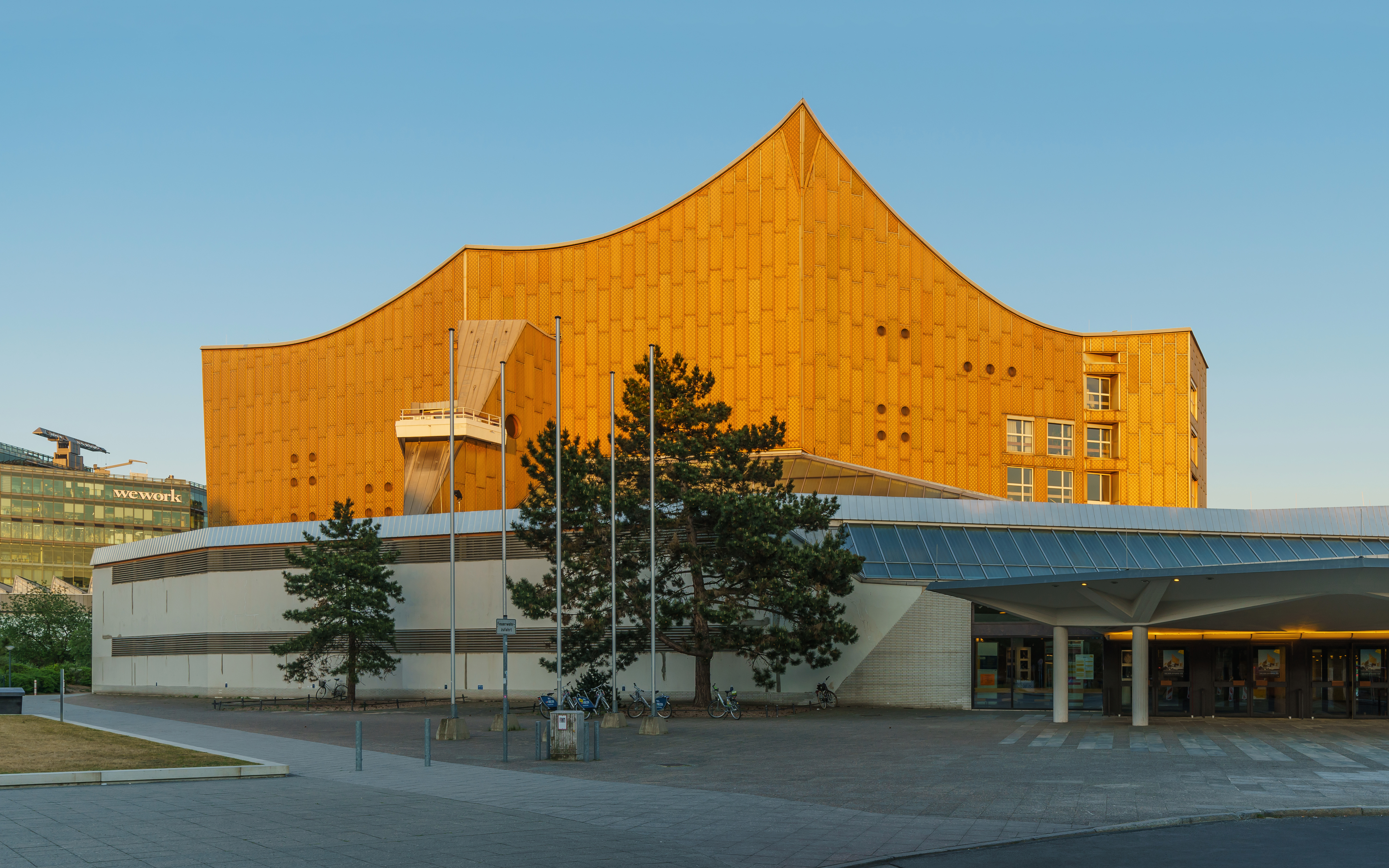
Siedziba Filharmoników Berlińskich

Berliner Philharmoniker (pl. Filharmonicy Berlińscy) – orkiestra z siedzibą w Berlinie, znana wcześniej jako Berliner Philharmonisches Orchester.
Powstała w 1882. Obecną nazwę zespół nosi od roku 1887. Od początku swojego istnienia współpracowała z najwybitniejszymi dyrygentami świata. Wybór każdego nowego, stałego dyrygenta Berliner Philharmoniker jest szeroko dyskutowany w świecie muzyki poważnej. Wśród Filharmoników Berlińskich znajdują się przedstawiciele 18 narodowości, w tym kilku muzyków polskich, m.in. Daniel Stabrawa, pełniący funkcję pierwszego koncertmistrza orkiestry w latach 1986–2021, a także Krzysztof Polonek, będący koncertmistrzem od 2020. Siedzibą zespołu jest Filharmonia Berlińska. Poza działalnością koncertową Filharmonicy dokonali niezliczonej ilości symfonicznych i operowych nagrań płytowych, głównie dla firmy Deutsche Grammophon. 

## Wyróżnienia
- W rankingu prestiżowego, brytyjskiego miesięcznika „Gramophone”, Filharmonicy Berlińscy uzyskali miano jednej z pięciu najlepszych orkiestr świata, obok takich zespołów, jak: Filharmonicy Wiedeńscy, Londyńska Orkiestra Symfoniczna, Koninklijk Concertgebouworkest z Amsterdamu czy Chicagowska Orkiestra Symfoniczna.
- Filharmonicy Berlińscy oraz Chór Berlińskiego Radia zostali nagrodzeni w lutym 2009 roku nagrodą Grammy w Los Angeles za wybitną interpretację Symfonii Psalmów Igora Strawinskiego.

## Cyfrowa filharmonia
Od sezonu 2008/2009 występy orkiestry rejestrowane są za pomocą kamer high-definition i zamieszczane na nowym portalu internetowym Digital Concert Hall. Za jego pośrednictwem można wysłuchać wykonań Filharmoników Berlińskich i ich współpracowników – renomowanych dyrygentów czy solistów.

## Poczet dyrygentów
- Ludwig von Brenner (1882–1887)
- Hans Guido von Bülow (1887–1892)
- Arthur Nikisch (1895–1922)
- Wilhelm Furtwängler (1922–1945)
- Leo Borchard (maj–sierpień 1945)
- Sergiu Celibidache (1945–1952)
- Wilhelm Furtwängler (1952–1954)
- Herbert von Karajan (1954–1989)
- Claudio Abbado (1990–2002)
- Sir Simon Rattle (2002–2018)
- Kiriłł Pietrienko (2019– )